# 선물 (금융)
선물(先物, 영어: futures contract, futures)은 파생상품의 한 종류로서 품질, 수량, 규격 등이 표준화되어 있는 상품 또는 금융자산을 미리 결정된 가격으로 미래 일정시점에 인도·인수할 것을 약정한 거래를 말한다. 즉, '물건을 사고 팔겠다는 계약을 미리 하는 것'이고 '장래 일정한 시점에 미리 정한 가격으로 매매할 것을 현재 시점에서 약정'하는 거래이다. 이러한 표준화된 상품, 자산은 정해진 시장을 통해서만 거래된다. 선물거래와 동일하게 미래의 상품, 자산을 현재에 거래하는 선도거래와의 차이는 거래되는 상품 또는 자산 등이 표준화가 되어있는지와, 그것을 거래하는 특정시장이 존재하는지의 여부에 따라 구분된다.

## 관련용어
기초자산만기일에 가서 인도되는 자산을 말한다. 이 기초자산이 곡물, 원유와 같은 실물상품이면 ‘상품선물’이라고 하며, 외화, 채권과 같은 금융자산이면 ‘금융선물’이라고 한다.
만기일선물계약에 의해 현물의 인도가 약속된 날을 말한다. 만기가 가까운 선물은 ‘근월물’, 만기가 많이 남은 선물을 ‘원월물’이라고 한다.
결제방법만기일에 현물을 인수도하는 '실물인수도방식'(physical delivery settlement)과 선물가격과 선물만기일의 현물가격 차이만을 정산하는 '현금결제방식'(cash settlement)으로 구분된다.

## 가격결정
선물가격의 가격결정에 있어서 미래현물가격의 기대값과의 관계에 대해서는 기대가설이 성립하는 것으로 본다. 즉, 불확실성이 없는 균형상태에서는 선물시장의 수요공급에 의해 형성된 선물가격이 미래현물가격의 기대값E{St}가 일치하게 되어 다음이 성립한다.
{\displaystyle F_{t}=E\left[S_{T}\right]}.
그러나 실제 거래시장에서는 거래자들의 거래동기에 의한 포지션에 따라 Ft > E[St] 또는 Ft < E[St]인 상태가 나타나는데, 전자의 경우처럼 현재선물가격이 미래현물가격의 기대값보다 큰 경우를 콘탱고(contango)라고 하며, 미래현물가격의 기대값보다 낮은 경우를 백워데이션(backwardation)이라고 한다.

### 보유비용모형
실제 거래되는 선물가격을 측정하는 방법은 현물자산을 구입하여 선물계약의 만기까지 보유하는 데 소요되는 비용과 같아야 한다. 이러한 개념을 보유비용모형이라고 하며, 선물가격(Ft)과 현재의 현물가격(S0)과의 관계식으로 나타낼 수 있다. 보유비용을 C 라고하면 다음과 같다.
{\displaystyle F_{t}=S_{0}\ +C}
이 식을 현물-선물패리티(spot-futures parity)라고 하며, 여기서 금액단위로 표시된 보유비용 C를 자본비용의 관점에서 %로 표시하면 다음과 같이 표현할 수도 있다.
{\displaystyle F_{t}=S_{0}\times (1+r)^{t}} 또는 연속복리 가정시 {\displaystyle F_{t}=S_{0}\times e^{rt}\,}

## 참조
- 재무관리, 이의경 저, 경문서 폄[쪽 번호 필요]

## 같이 보기
- 선도거래